# Río Jaú
El río Jaú es un río amazónico, uno de los afluentes del río Negro, que  discurre íntegramente por el estado de Amazonas. Su longitud es de 400 km.

## Geografía
El río Jaú nace en la parte central del estado de Amazonas, en una zona entre el río Amazonas, al sur, y el río Negro, al norte. El río discurre en dirección noreste, transcurriendo por una zona muy poco poblada, en la que los únicos asentamientos de importancia en su curso son Tambor y Maranhoto. Tras recibir en su curso bajo su principal afluente, el río Carabinani, desemboca en el río Negro en Foz de Jaú, aguas abajo de la boca del río Unini.
Toda la región del río Jaú forma parte del Parque nacional del Jaú, creado en 1980. En el año 2000, el parque fue inscrito por la UNESCO en la lista del Patrimonio de la Humanidad, con el nombre de «Complejo de Conservación de la Amazonía Central». El río Jaú discurre por el centro del parque, siendo el límite septentrional el curso del río Unini y el meridional el del río Carabinani. El parque tiene una superficie de 23.779 km².